# アルパカッソ
アルパカッソは、株式会社アミューズオリジナルの、アルパカをモチーフにしたキャラクターである。

## 概要
アルパカッソは、愛嬌のある姿で人気のある動物『アルパカ』をモチーフとしたキャラクターであり、全国のアミューズメントセンターでクレーンゲームの景品として展開されているキャラクターである。ぬいぐるみのほか、イヤーマフやスマートフォンケースなどの雑貨やラインスタンプも発売されている。
通常のアルパカッソの他に、キッズアルパカッソ、ベイビーアルパカッソというタイプがある。
色によって、しろちゃん、ももちゃん、そらちゃん、べーやん、りゃまさんといった名前がついており、性別はまつげの有無で判断できる。

## シリーズ
- アルパカッフェ
- アルパカッソラブハット
- アルパカッソポワポワン
- アルパカッソシャイニースター
- フレッシュアルパカッソ
- キッズアルパカッソキャンディーズ